# Glenlossie
Glenlossie je skotská palírna společnosti United Distillers nacházející se ve městě Elgin v hrabství Morayshire, jež vyrábí skotskou sladovou whisky.

## Historie
Palírna byla založena v roce 1876 Johnem Duffem a produkuje čistou sladovou malt whisky. Tato palírna stojí vedle palírny Mannochmore poblíž řeky Gedloch Burn. V roce 1929 palírna vyhořela. Glenlossie je velmi málo známá palírna. Produkuje whisky značky Glenlossie, což je 10letá whisky s obsahem alkoholu 43 %. Tato whisky má delikátní viktoriánskou chuť.